# Hemimyriangium betulae
Hemimyriangium betulae — вид грибів, що належить до монотипового роду  Hemimyriangium.